# 詞源謬誤
詞源謬誤（etymological fallacy）是一種起源謬誤，係宣稱某個字詞在歷史上有某種意義，因而現在某字詞必然具有某種意義。
然而，許多字詞的意義會隨著時間改變，甚至變成完全相反，它們最初的意義未必能連結到現今的意義。

## 示例
例1

你説我叫你「支那人」是在駡你，但歷史上「支那」一詞可以是中性甚至是尊稱，因此我現在叫你「支那人」不僅沒有歧視，還是在誇贊你呢。

一個字詞的意思和用法是會隨著時代演變的，它的詞源如何，不論是褒義還是中性詞，並不意味著它到了現在的意思還是一樣。
例2

「anti-semitism」的意思是反對閃族人，但而不是反猶太人，因此你不能稱反猶言論「anti-semitism」。

「anti-semitism」代替了「Jew-hatred」一詞，因此有了反猶太人之意。不能僅從字面上去解釋詞義，忽略了詞源的發展和日常使用的情況。

## 外部連結
- （英文）The etymological fallacy（页面存档备份，存于）